# Condado de Siedlce
Condado de Siedlce (polaco: powiat siedlecki) é um powiat (condado) da Polónia, na voivodia da Mazóvia. A sede do condado é a cidade de Siedlce. Estende-se por uma área de 1603,22 km², com 80 566 habitantes, segundo o censo de 2005, com uma densidade de 50,25 hab/km².

## Divisões admistrativas
O condado possui:
Comunas urbana-rurais: Mordy
Comunas rurais: Domanice, Korczew, Kotuń, Mokobody, Paprotnia, Przesmyki, Siedlce, Skórzec, Suchożebry, Wiśniew, Wodynie, Zbuczyn
Cidades: Mordy
Condados vizinhos: łosickim, Garwolińskim, Mińskim, Węgrowskim, Sokołowskim, Grodzki Siedlce.

## Demografia
População (dados de 30 de Junho de 2005):
|          | Total   | Total | Mulheres | Mulheres | Homens  | Homens |
| -------- | ------- | ----- | -------- | -------- | ------- | ------ |
|          | pessoas | %     | pessoas  | %        | pessoas | %      |
| Total    | 80 566  | 100   | 40 002   | 49,7     | 40 564  | 50,3   |
| Cidades  | 1810    | 100   | 926      | 51,2     | 884     | 48,8   |
| Povoados | 78 756  | 100   | 39 076   | 49,6     | 39 680  | 50,4   |